# Лунка (Бајица)
Лунка (рум. Lunca) насеље је у Румунији у округу Хунедоара у општини Бајица. Oпштина се налази на надморској висини од 212 m.

## Становништво
Према подацима из 2002. године у насељу је живело 310 становника, од којих су сви румунске националности.